# Čilá
Čilá település Csehországban, Rokycanyi járásban. Čilá Hradiště, Podmokly, Skryje és Hřebečníky településekkel határos. Lakosainak száma 18 fő (2024. január 1.).

## Népesség
A település lakosságának változását az alábbi diagram mutatja:
| Lakosok száma | 133  | 136  | 102  | 47   | 35   | 19   | 15   | 19   | 23   | 18   |
|               | 1869 | 1900 | 1921 | 1961 | 1980 | 2011 | 2016 | 2019 | 2021 | 2024 |